# Antonio Trua
Antonio Trua (Soriano nel Cimino, 8 dicembre 1880 – Poggio Curegno, 2 giugno 1916) è stato un militare italiano, insignito della medaglia d'oro al valor militare alla memoria nel corso della prima guerra mondiale.

## Biografia
Nacque a Soriano nel Cimino, provincia di Viterbo, l'8 dicembre 1880, figlio di Nicola e di Maria Sinibaldi. 
Figlio di un magistrato di Corte d'appello compì gli studi classici a Roma negli Istituti "Massimo" e "Nazareno". Iscrittosi alla facoltà di ingegneria dell'Università La Sapienza di Roma, interruppe gli studi il 1º dicembre 1901 per arruolarsi nel Regio Esercito in qualità di allievo ufficiale nel 13º Reggimento artiglieria da campagna. Nominato sottotenente di complemento nel gennaio 1903, prestò servizio nel 22º Reggimento artiglieria da campagna. Ripresi gli studi universitari si laureò nel 1906 in ingegneria civile ed esercitò la professione in provincia di Viterbo dedicandosi prevalentemente allo studio di progetti nel campo ferroviario. Presentatosi candidato nelle elezioni amministrative del 1914, fu eletto sindaco del suo paese. Richiamato alle armi per istruzione presso il 22º Reggimento artiglieria da campagna, una prima volta nel 1907 e poi nel 1910, fu promosso tenente nel 1911. Nel maggio 1914 frequentò, dietro sua domanda, il 3º corso di istruzione presso la Scuola centrale di artiglieria da campagna di Nettuno. Richiamato nel marzo 1915 venne trattenuto in servizio per mobilitazione generale, e nel maggio successivo partì con il 22º Reggimento artiglieria da campagna per la zona di operazioni, nel Friuli. Addetto inizialmente ai servizi automobilistici, con la promozione a capitano, conseguita nel settembre 1915, fu trasferito al 34º Reggimento artiglieria da campagna, assumendo il comando della 8ª batteria del III Gruppo. Durante la Strafexpedition scatenata dall'Imperiale e regio esercito austro-ungarico nel Trentino nel maggio 1916, fu incaricato della difesa di alcune colline in Val d'Astico, e con il fuoco della sua batteria appostata sul Poggio Curegno, contrastò validamente i movimenti del nemico, che cercava di aprirsi la strada verso la pianura veneta. Il 12 giugno, individuata dall'osservatorio una batteria da montagna austriaca che, dal cimitero di Arsiero, colpiva con un tiro d'infilata alcuni tratti delle trincee italiane causando gravi perdite nella fanteria, tra lo scoppio di proiettili di ogni calibro, si portò, sulla linea dei pezzi e puntando personalmente ciascun cannone contro la postazione nemica, la costrinse in breve tempo a cessare il fuoco con un tiro celere e preciso. Sottoposto a sua volta al tiro di controbatteria, venne colpito a morte da una scheggia di granata nemica scoppiata a breve distanza da lui.  Con Decreto Luogotenenziale del 19 aprile 1917 fu insignito della medaglia d'oro al valor militare alla memoria.